# Мері Бет Пейл
Ме́рі Бет Пейл (англ. Mary Beth Peil, нар. 25 червня 1940) — американська актриса і співачка, номінант на премію «Тоні» та лауреат трьох нагород Obie. Пейл закінчила Північно-Західний університет, де здобула освіту класичної оперної співачки, і в шістдесятих почала свою кар'єру в театрі.
Пейл зіграла багато ролей на театральній сцені, як на Бродвеї, так і за його межами. На екрані вона дебютувала лиш 1992 року, з роллю в фільмі «Принц із Нью-Йорка», а відтак з'явилась у серіалі «Закон і порядок». Найбільшу відомість вона здобула завдяки ролі бабусі героїни Мішель Вільямс у серіалі «Затока Доусона», де знімалась від 1998 до 2003 року. Від 2010 року вона з'являється в серіалі «Гарна дружина».